# 파블로 산도발
파블로 에밀리오 산도발(Pablo Emilio Sandoval, Jr., 1986년 8월 11일 ~ )는 전  베네수엘라의 야구 선수이다.

## 메이저 리그 커리어
2008년에 메이저 리그 무대를 밟은 산도발은 주목받지 못하는 포수였다. 툴은 괜찮다는 평가였으나, 과체중과 배드볼 히팅, 수비 불안을 떠안고 있었다. 산도발의 커리어는 배리 지토의 전담 포수의 역할을 맡게 되며 시작되었다. 그의 애칭 '판다' 역시 배리 지토에 의해 만들어진 것이다. 그러다가 산도발은 3루로 포지션을 바꾸게 된다.
타격 성적은 2009년에 들어서며 올스타급으로 성장했으나, 고질적인 수비 불안과 과체중은 그를 계속 붙들고 늘어졌다. 팀 최고의 스타 중 하나였지만, 산도발은 2010년 월드시리즈 로스터에서 후안 우리베, 에드가 렌테리아에 밀려 탈락하게 된다.
2011년 23개의 홈런을 때리며 다시 시동을 건 산도발은 2012년 월드시리즈 1차전에서 디트로이트 타이거즈의 1선발 투수 저스틴 벌렌더를 상대로 홈런 2개를 뽑아내는 등 3연타석 홈런을 쏘아올리는 기염을 토하며 월드시리즈 MVP의 자리에 오른다.
그러나 2013, 2014년에 산도발은 이전과 같은 파괴력을 선보이지 못했고, 20개 이상의 홈런을 기대하는 팀의 바람과는 달리 연평균 15~16개의 홈런을 때려내는 그저 그런 3루수가 되었다. 한 가지 고무적인 사실은, 골드글러브상을 노릴 수 있을 정도로 수비력이 향상되었다는 것이다.

## 포스트시즌의 사나이
2010년에 월드시리즈 로스터에서 탈락했으나, 2012, 2014년 포스트시즌에서 산도발이 선보인 타격 능력은 대단했다. 2012년에는 타율 .364에 홈런을 무려 6개를 때려냈다. 2014년에는 좋은 수비와 더불어 2년 전보다 2리 더 오른 .366의 타율을 기록하며, 헌터 펜스, 매디슨 범가너와 함께 샌프란시스코 자이언츠의 우승을 견인했다. 2015년에는 보스턴 레드삭스에서 뛰게 되는데, 산도발의 다소 실망스러운 장타력이나 과체중 가능성보다, 포스트시즌에서의 맹활약을 구단 수뇌부가 우선시한 것으로 보인다.

## 연도별 타격 성적
| 연 도     | 소 속     | 경 기 | 타 석 | 타 수 | 득 점 | 안 타 | 2 루 타 | 3 루 타 | 홈 런 | 루 타 | 타 점 | 도 루 | 도 루 자 | 희 생 번 | 희 생 플 | 볼 넷 | 고 4 | 사 구 | 삼 진 | 병 살 타 | 타 율 | 출 루 율 | 장 타 율 | O P S |
| --------- | --------- | ----- | ----- | ----- | ----- | ----- | ------- | ------- | ----- | ----- | ----- | ----- | -------- | -------- | -------- | ----- | ---- | ----- | ----- | -------- | ----- | -------- | -------- | ----- |
| 2008년    | SF        | 41    | 154   | 145   | 24    | 50    | 10      | 1       | 3     | 71    | 24    | 0     | 0        | 0        | 4        | 4     | 1    | 1     | 14    | 6        | .345  | .357     | .490     | .847  |
| 2009년    | SF        | 153   | 633   | 572   | 79    | 189   | 44      | 5       | 25    | 318   | 90    | 5     | 5        | 0        | 5        | 52    | 13   | 4     | 83    | 10       | .330  | .387     | .556     | .943  |
| 2010년    | SF        | 152   | 616   | 563   | 61    | 151   | 34      | 3       | 13    | 230   | 63    | 3     | 2        | 0        | 5        | 47    | 12   | 1     | 81    | 26       | .268  | .323     | .409     | .732  |
| 2011년    | SF        | 117   | 466   | 426   | 55    | 134   | 26      | 3       | 23    | 235   | 70    | 2     | 4        | 1        | 7        | 32    | 9    | 0     | 63    | 12       | .315  | .357     | .552     | .909  |
| 2012년    | SF        | 108   | 442   | 396   | 59    | 112   | 25      | 2       | 12    | 177   | 63    | 1     | 1        | 0        | 7        | 38    | 4    | 1     | 59    | 13       | .283  | .342     | .447     | .789  |
| 통산：5년 | 통산：5년 | 571   | 2311  | 2102  | 278   | 636   | 139     | 14      | 76    | 1031  | 310   | 11    | 12       | 1        | 28       | 173   | 39   | 7     | 300   | 67       | .303  | .353     | .490     | .844  |

- 2012년 기준, 굵은 글씨는 시즌 최고 성적.